# Moniaki (gmina)
Moniaki – dawna gmina wiejska istniejąca do 1868 roku w guberni lubelskiej. Siedzibą władz gminy były Moniaki.
Za Królestwa Polskiego gmina Moniaki należała do powiatu janowskiego w guberni lubelskiej.
Gminę zniesiono w 1868 roku, a Moniaki znalazły się w gminie Urzędów.